# Nordisk Film
A Nordisk Film  é uma empresa de produção cinematográfica dinamarquesa, fundada por Ole Olsen em 6 de novembro de 1906. É o quarto estúdio de cinema mais antigo do mundo ainda em funcionamento.
Olsen começou a sua empresa, no subúrbio de Copenhaga de Valby, sob o nome de Ole Olsen's Film Factory, mas logo foi renomeada para Nordisk Film Kompagni. Em 1908, Olsen abriu uma subsidiária em Nova Iorque, a Great Northern Film Company, para distribuir os seus filmes no mercado norte-americano. Tal como Nordisk Film, tornou-se uma empresa de capital aberto em 1911.